# الدوري التونسي لكرة اليد للسيدات الدرجة الثانية
الدوري التونسي لكرة اليد للسيدات الدرجة الثانية أو بطولة تونس لكرة اليد للسيدات الدرجة الثانية (بالفرنسية: Championnat de Tunisie féminin de handball B)‏ هي بطولة المستوى الثاني لكرة اليد في تونس، تأسست في 1962 وتشرف على تنظيمها الجامعة التونسية لكرة اليد.

## مقالات ذات صلة
- الدوري التونسي لكرة اليد للسيدات
- كأس تونس لكرة اليد للسيدات
- الجامعة التونسية لكرة اليد

## روابط خارجية
- الموقع الرسمي.